# هنري غوردون
هنري غوردون (بالإنجليزية: Henry Charles Gordon)‏ (و. 1925 – 1996 م) هو ضابط، ورائد فضاء، وطيار، ومهندس فضاء جوي أمريكي، ولد في فالبارايسو، توفي في بيوريا، عن عمر يناهز 71 عاماً.

## التعليم
تعلم في جامعة كاليفورنيا الجنوبية، وجامعة بيردو، وUSC Marshall School of Business ‏.

## الخدمة العسكرية
خدم في القوات الجوية الأمريكية.